# Celio Roncancio
Celio Roberto González Roncancio (Manizales, 12 marzo 1966 – Manizales, 8 giugno 2014) è stato un ciclista su strada colombiano.

## Palmarès

### Strada
- 1988 (Pony Malta, una vittoria)

8ª tappa Vuelta a Colombia (Ibagué > Fusagasugá)
- 1992 (Pinturas Rust Oleum, una vittoria)

5ª tappa Vuelta a Antioquia
- 1996 (Glaseosas Glacial, una vittoria)

Campionati colombiani, Prova in linea Elite
- 1998 (Petróleos De Colombia, una vittoria)

7ª tappa Clásica Regatas Lima

## Piazzamenti

### Grandi Giri
- Giro d'Italia

1996: 51º
1997: ritirato (15ª tappa)
- Vuelta a España

1988: fuori tempo massimo (7ª tappa)
1990: ritirato (13ª tappa)

### Competizioni mondiali
- Campionati del mondo

Ronse 1988 - In linea Professionisti: ritirato
Chambéry 1989 - In linea Professionisti: ritirato
Duitama 1995 - In linea Elite: ritirato